# Louis Leakey

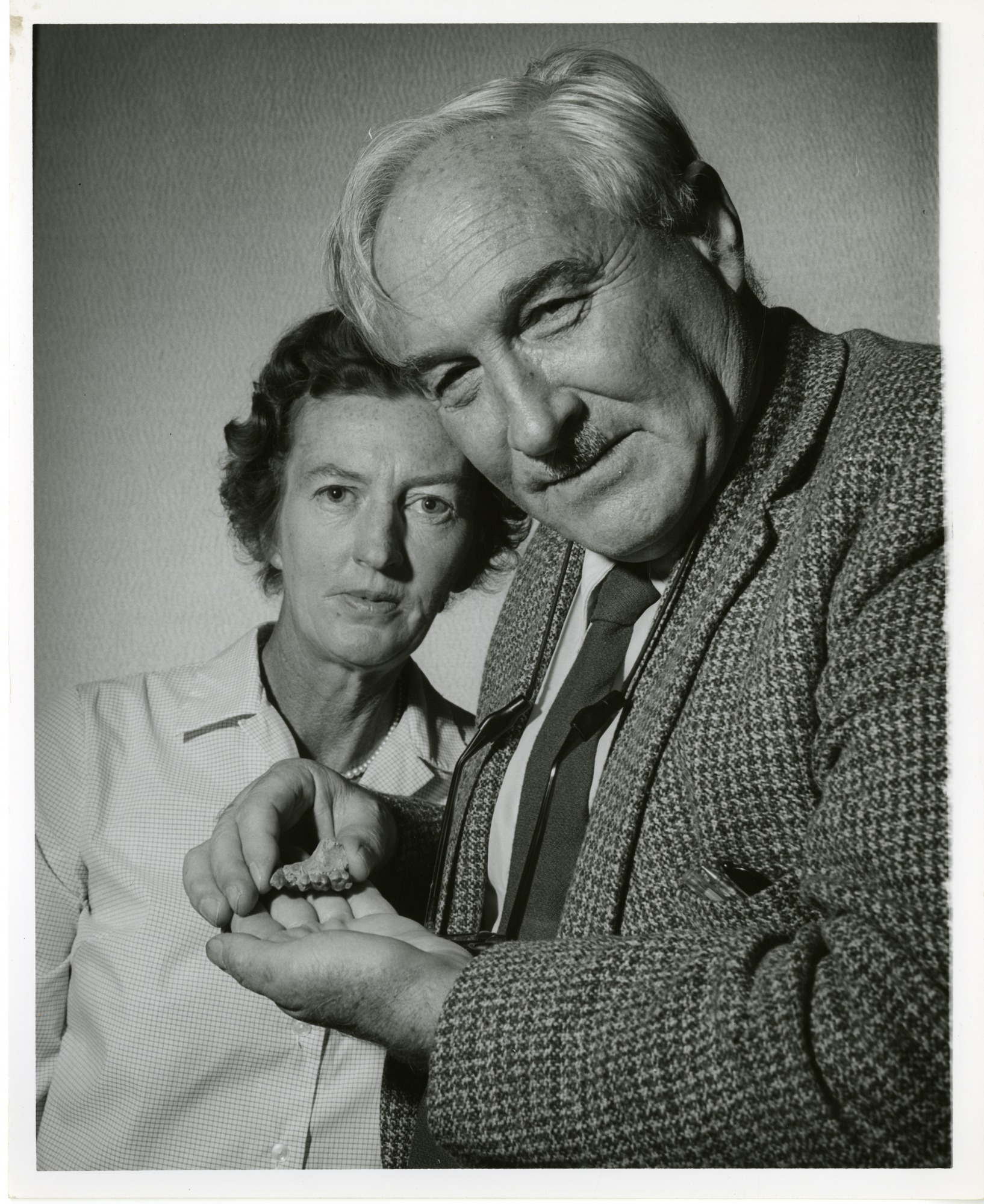
Mary en Louis Leakey in 1962

Louis Seymour Bazett Leakey (Kabete (Kenia), 7 augustus 1903 - Londen, 1 oktober 1972) was een Britse archeoloog en paleontoloog wiens werk in Afrika zeer veel heeft bijgedragen aan het begrip van de menselijke evolutie op dat continent.

## Jeugd en loopbaan
Leakey werd geboren en groeide op in de toenmalige Britse kolonie Kenia. In zijn jeugd leefde hij rond Afrikaanse jagers, met wie hij samen speelde toen hij klein was en van wie hij wat later leerde jagen. Hij leerde ook lopen met de kenmerkende pas van de Kikuyu en sprak hun taal even vloeiend als hij Engels sprak. Toen hij 13 was, ontdekte hij bij toeval een aantal stenen werktuigen, waarmee zijn levenslange passie voor de prehistorie een aanvang nam. 
Hij studeerde aan het St John's College van de Universiteit van Cambridge, waar hij in 1926 afstudeerde. In de Olduvaikloof en op het eiland Rusinga ontdekte hij verschillende menselijke en protomenselijke skeletten (of delen daarvan), waarmee een duidelijk beeld kon ontstaan van de vroege stamboom der mensheid. Tot zijn vele, bijzondere ontdekkingen behoorde 'Zinjanthropus' (in 1959), een stevige mensachtige wiens bestaan een aanwijzing bleek voor de enorme complexiteit van de evolutionaire achtergrond van de mens.

## Leakey's Engeltjes
Een groot gedeelte van Leakey's nalatenschap bestaat uit de rol die hij speelde bij het aanzetten tot meer veldwerk in het onderzoek naar primaten in hun natuurlijke omgevingen; Leakey beschouwde dit soort onderzoek als de sleutel tot het oplossen van de mysteries ronde de menselijke evolutie. Hiertoe koos Leakey drie vrouwelijke onderzoekers – later bekend als "Leakey's Angels" – die ieder voor zich zouden uitgroeien tot grote namen in de primatologie. In 1957 werd Jane Goodall de eerste, toen ze aan haar eerste veldstudie van chimpansees en hun cultuur begon in het Tanzaniaanse Gombe Stream National Park. In 1967 volgde Dian Fossey, die onderzoek verrichtte naar de berggorilla's op de Virungavulkanen in Rwanda. In 1971 voegde Biruté Galdikas zich bij hen door in opdracht van Leakey een studie naar orang-oetans in de jungle van Borneo te verrichten. Leakey meende dat vrouwen beter dan mannen in staat waren om zich aan te passen aan de leefwereld van de grote mensapen, en zich in te leven in hun omstandigheden. Mede door het werk van Goodall, Fossey en Galdikas veranderde het beeld van de mensaap als vreemd wild dier, geleidelijk tot vriendelijker proporties.

## Bekende familieleden
Leakey was getrouwd met Mary Leakey, die waarschijnlijk de grootste ontdekking uit de geschiedenis van de paleontologie deed: de voetsporen van Laetoli. Deze voetsporen, bewaard gebleven in vulkanische as in Tanzania, zijn de oudst bekende sporen van tweevoetige voortgang door mensachtigen.
Leakey was ook de vader van paleoantropoloog Richard Leakey en de grootvader van de paleontologe Louise Leakey, echtgenote van prins Emmanuel de Merode. Leakey's neef, Rea Leakey, was een Brits tankcommandant tijdens de Tweede Wereldoorlog.

## Overlijden
Leakey stierf in 1972, ten gevolge van een hartaanval. Hij was 69 jaar oud.

## Publicaties (selectie)
- Unveiling man's origins - ten decades of thought about human evolution, met Vanne Morris Goodall (1970)
- The progress and evolution of man in Africa (1961)